# Gianluca Bortolami
Gianluca Bortolami (født 28. august 1968 i Locate di Triulzi) er en forhenværende professionel italiensk landevejscykelrytter. Han kørte senest for det italienske ProTour-hold Lampre-Fondital.